# Список памятников Барнаула

В Барнауле насчитывается более 40 монументальных фигур, бюстов, скульптурных групп и обелисков; а также около 60 мемориальных досок. Подавляющее большинство памятников относится к советской эпохе, однако сохранились также и несколько монументов дореволюционного периода.

## Памятники, созданные до 1917 года

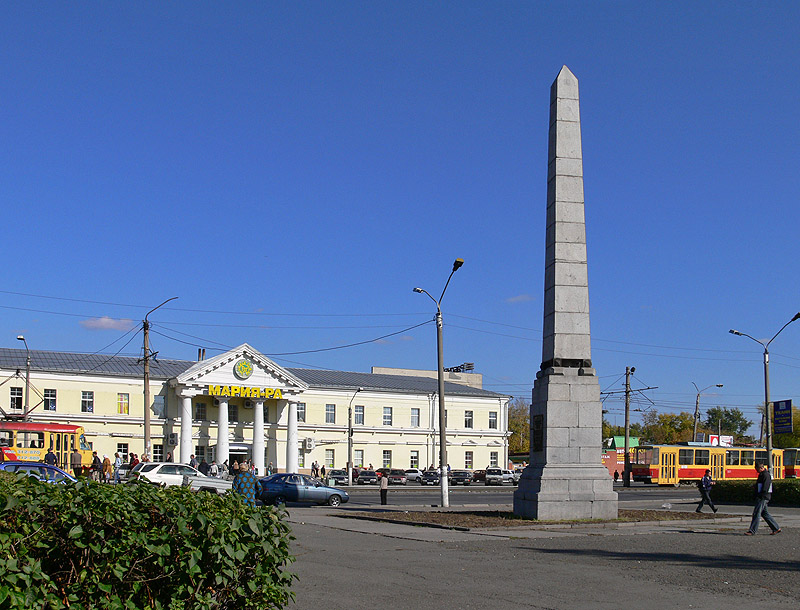
Демидовский столп.

### Демидовский столп
Демидовский столп — обелиск в честь 100-летия горного дела на Алтае. Расположен в Центральном районе Барнаула на Демидовской площади. Первый камень был заложен 18 июня 1825 года, а закончилось строительство в 1839 году. Демидовский столп сооружён из 12-ти блоков серого гранита. Высота обелиска — 14 метров, основание покоится на 4-х чугунных опорах, лежащих на высоком постаменте. На гранях постамента были установлены бронзовые литые доски с надписями: «Столетию Колывано-Воскресенских заводов, совершившемуся в царствование императора Александра I лета 1825 года», «Колывано-Воскресенские заводы основаны статским советником А. Н. Демидовым в 1725 году. Вступили в собственность Императорского Величества в царствование императрицы Елизаветы в 1747 году». Для постамента на Гурьевском заводе был отлит чугунный овальный барельеф с портретом А. Н. Демидова. После революции памятник хотели разрушить, однако этого не получилось сделать: в связи с прочностью постройки обелиска, новые руководители города смогли лишь снять барельеф. Сегодня обелиск является памятником федерального значения.

### Памятник Н. М. Ядринцеву
Н. М. Ядринцев прожил в Барнауле всего несколько дней в 1894 году, и 7 июня, будучи в состоянии аффекта, покончил жизнь самоубийством, приняв яд. Почитатели его таланта поставили в 1904 году на могиле Николая Михайловича (Нагорное кладбище) памятник на гранитном пьедестале с надписью «Сибиряки — писателю-публицисту». Бюст из бронзы был отлит по модели скульптора К. М. Сибирякова, а стелу и сам саркофаг спроектировал архитектор Шулев. Памятник простоял до 1936 года, после чего почти весь был отправлен на переплавку. В 1956 году крайком КПСС постановил восстановить скульптуру — на этот раз её отлили из алюминия. В 2000-е годы охотники за цветным металлом два раза спиливали голову у памятника, но оба раза её удавалось восстановить.

## Памятники советского периода

### Памятники В. И. Ленину
- Памятник Ленину на площади Советов — установлен в 1967 году в честь 50-летия Октябрьской революции (скульптор И. Д. Бродский, архитектор В. В. Казаринов). Бронзовая фигура высотой 5,8 м была отлита на заводе художественного литья в Мытищах. Пьедестал изготовлен из гранита группой каменотёсов под руководством А. С. Яковлева. Высота памятника с постаментом — 10 м.
- Памятник на пересечении улицы Анатолия и проспекта Ленина — установлен в 1937 году перед зданием крайкома КПСС к двадцатилетию советской власти. Фигура отлита из бетона и является вариацией ныне демонтированной скульптуры работы С. Д. Меркурова в Зале заседаний Большого Кремлёвского дворца; постамент памятника возведен по проекту архитектора А. В. Баранского.[4] Из-за позы памятника и драпировки, присутствующей в его композиции, путеводитель по России британского издательства Lonely Planet назвал данный памятник «Ленин-Тореадор» (англ. Lenin the Toreador).[5]

### ПамятникИ. И. Ползунову
Был установлен в 1980 году на проспекте Ленина перед главным корпусом АлтГТУ. Памятник создан скульптором И. Д. Бродским и архитекторами Г. А. Сыромятниковым, А. Д. Шиминым, а отлит на заводе художественного литья в Мытищах. Высота сооружения составляет 7 м. На гранитном постаменте находится бронзовая фигура изобретателя, а рядом 2 цилиндра — основная деталь созданного им пароатмосферного двигателя. На постаменте есть надпись: «Облегчить труд по нас грядущим».

### ПамятникВ. М. Шукшину
Памятник находится на пересечении улиц Юрина и Шукшина. Фигура писателя отлита из латуни по проекту скульпторов М. Кульгачёва и Н. Звонкова в 1989 году. Ежегодно в сквере перед памятником проходят «Шукшинские чтения».

### Памятник целиннику
Монумент, изображающий мужчину-целинника в кепке и пиджаке, накинутом на плечи, расположен в Ленинском районе Барнаула на улице Антона Петрова. Статуя возведена в 1980-х годах к 30-летнему юбилею поднятия целины на Алтае. В 2000-е годы неизвестные трижды снимали табличку с памятной надписью с постамента памятника.

### Памятники-бюсты

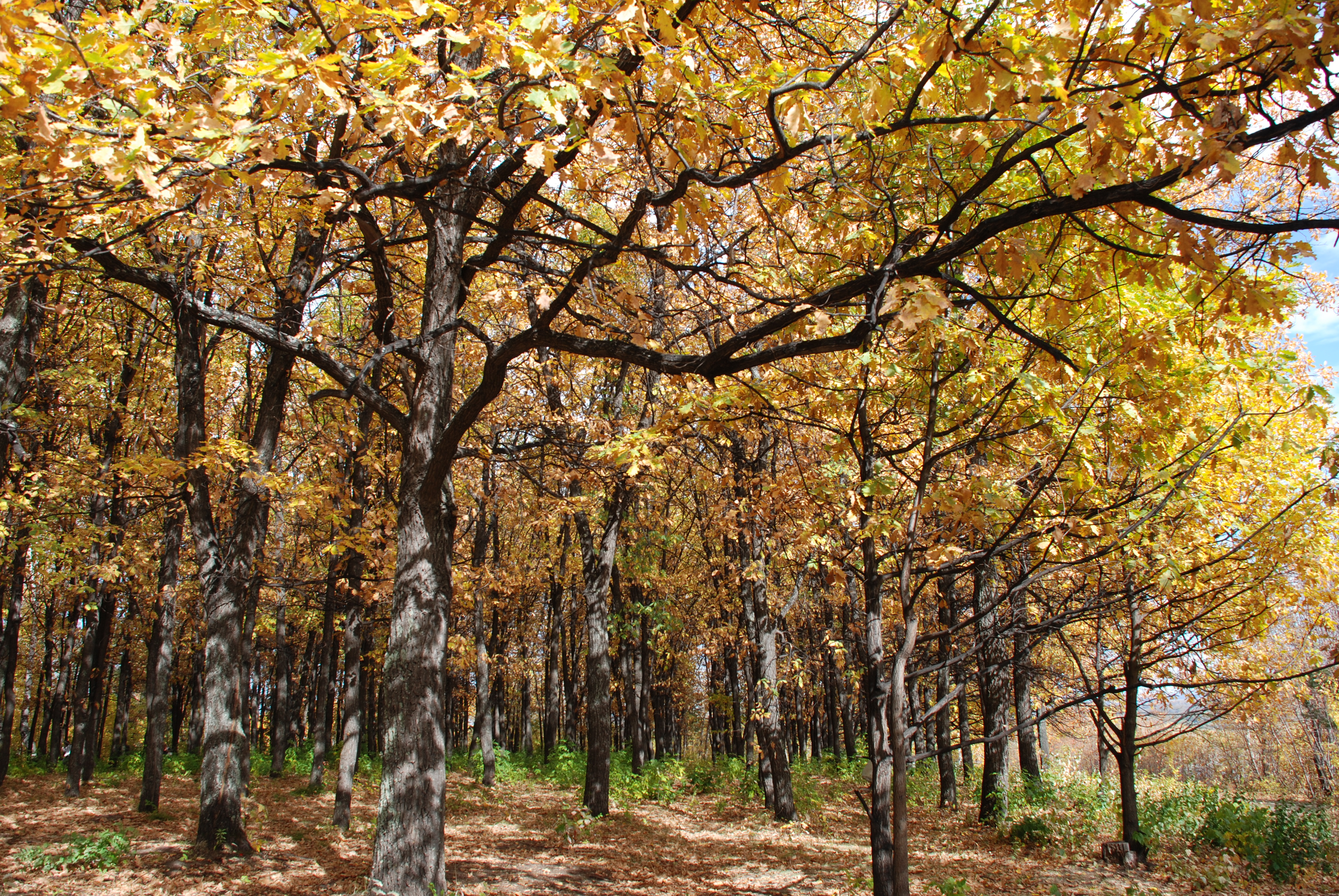
Памятник-бюст М. А. Лисавенко перед зданием АГАУ в Барнауле

- Памятник Кире Баеву — бюст пионера-партизана Кирилла Осиповича Баева установлен в 1970 году на площади Текстильщиков перед зданием Молодёжного театра. Скульптор П. Л. Миронов П. Л., архитектор В. Э. Остен-Сакен.
- Памятник Ф. Э. Дзержинскому — бюст руководителя ВЧК Феликса Дзержинского в 1988 году был установлен перед зданием Главного управления МВД по Алтайскому краю на проспекте Ленина, однако, в 2000-е годы памятник перенесли вниз по проспекту к зданию ФСБ. Архитектор Г. С. Крамаренко, скульптор А. Бичугов.
- Памятники М. А. Лисавенко — один бюстов в честь академика М. А. Лисавенко установлен перед главным корпусом Алтайского государственного аграрного университета, а другой в 1967 году был открыт рядом со зданием Алтайского НИИ садоводства.
- Памятник Е. М. Мамонтову — бюст главы партизанского отряда времён Гражданской войны с 1982 года находится на пересечении улицы Льва Толстого с проспектом Ленина. Архитектор Г. Г. Протопопов, скульптор К. Г. Чумичев.
- Памятник П. А. Плотникову — установлен на площади Свободы в июле 1953 года по проекту скульптора В. М. Терзибашьяна и архитектора Н. Г. Минаева. Бронзовый бюст стоит на 3-х метровом гранитном постаменте, который украшен рельефным изображением дубовой ветви. На лицевой стороне — бронзовая мемориальная доска, где высечены слова указа от 27 июня 1945 года о присвоении П. А. Плотникову звания дважды Героя Советского Союза и второй медали «Золотая Звезда».
- Памятник И. В. Присягину — открыт в 1983 году перед зданием Барнаульского горкома КПСС (ныне один из корпусов АлтГАКИ). Бюст создан по проекту скульптора К. Г. Чумичёва и архитектора Г. Г. Протопопова. Постамент из мрамора имеет высоту около 8 м, а сам памятник отлит из бронзы. На постаменте существует памятная надпись о первом председателе Барнаульского губкома РКП(б).
- Памятник В. Е. Смирнову — открыт в 1988 году перед зданием управления Барнаульского станкостроительного завода на улице Кулагина. Выполнен по проекту архитектора С. Ф. Зенкова и скульптора В. Ф. Рублёва. На гранитном постаменте высотой 3 м установлен бюст Героя Советского Союза, повторившего подвиг А. Матросова.
- Памятник К. Д. Фролову — открыт в 1987 году перед зданием Машиностроительного техникума на проспекте Ленина в честь К. Фролова, русского гидротехника и изобретателя. Проект архитекторов К. М. Пентешина, А. П. Богомольца, С. А. Боженко и В. А. Кашина.
- Памятник М. К. Цаплину — установлен 5 ноября 1977 года в 60-летнюю годовщину Октябрьской революции на проспекте Ленина около здания городской администрации. Выполнен по проекту скульптора П. Л. Миронова и архитектора Н. А. Рудзе из гипса. На постаменте есть памятная надпись о председателе ВРК и барнаульского совета рабочих и солдат, расстрелянном белогвардейцами.

### Мемориал Славы

Монумент Победы

Находится на площади Победы. В 1971—1975 годах на месте бывшего клуба железнодорожников сформировался архитектурно-монументальный ансамбль в честь победы в Великой Отечественной войне. Была установлена 24-метровая стела на гранитном постаменте и бетонный редут в виде разорванного с двух сторон кольца, а также группа «Прощание» высотой 6 метров. В мемориальный комплекс входят: сквер, 8 чаш с Вечным огнём (по родам войск), 14 тысяч фамилий погибших воинов Алтайского края и Героев Советского Союза, высеченные на стенах редута.
На стеле находятся рельефы. С одной стороны монумента они посвящены теме «Сибиряки и фронт» и раскрываются в сюжетах: клятва воинов на оружии; проводы уходящих воинов на фронт; призыв комиссара в бой и победа. Сюжетная канва другого рельефа: «Сибиряки и тыл» развивается также ярусно: Родина-мать зовет; труд в сельском хозяйстве; труд в промышленности; встреча воинов и Победа. Оба рельефа имеют сюжетное развитие снизу вверх, начинаются цифрами «1941» и венчаются цифрами «1945».

### Сквер павших борцов за социализм
Мемориальный комплекс находится на аллее проспекта Ленина между кинотеатром «Родина», городской администрацией и стадионом «Динамо». Представляет собой композицию из стел, братских могил, монумента с вечным огнём. Строительство комплекса проводилось с 1920 года с некоторыми перерывами и закончилось лишь к 50-летнему юбилею Октябрьской революции. Окончательный вариант памятника принадлежит проекту архитектору В. Л. Казаринову и скульптору В. Ф. Добровольскому.

### Место массовых расстрелов борцов за советскую власть
В 1957 году на месте расстрелов красноармейцев во время Гражданской войны в Нагорном парке был открыт памятный обелиск. Архитекторы Д. Б. Баженов, П. Л. Миронов, художник В. Я. Добровольский.

### Памятники авиационной тематики
В 1945—1999 годах в городе существовало Барнульское высшее военное авиационное училище лётчиков. Это предопределило наличие на улицах Барнаула нескольких памятников в виде бывших учебных самолётов, установленных на высокие постаменты.
- Л-39 — установлен в 2000 году на улице Взлетная на месте деревянного здания старого городского аэродрома.
- Як-52 — находится перед зданием краевого РОСТО на проспекте Ленина, 148.
- Як-28 — расположен на Комсомольским проспекте перед бывшим военным городком авиационного училища (ныне БЮИ)
- Л-39 — находится в микрорайоне Новосиликатный в сквере на улице Новосибирская. Установлен в честь 50-летия микрорайона Новосиликатный.

## Современные памятники

### Памятник Сеятелю
В 2012 году на площади Октября на месте снесённого памятника В. Ленину установлена скульптурная композиция, изображающая сеятеля и маленькую девочку, которые идут по полю на фоне солнечного круга.

### ПамятникА. С. Пушкину
В день 200-летия со дня рождения поэта в 1999 году на пересечении улицы Пушкина и проспекта Ленина был открыт памятник из бронзы по проекту скульптора М. Кульгачева. На постаменте имеется надпись «Певцу любви — любовь награда». Сегодня в сквере перед памятником регулярно проводятся церемонии вручения Пушкинских премий, кроме того, само место достаточно популярно среди молодожёнов, которые приезжают сюда возложить цветы.

### Памятник Высоцкому
Памятник Владимиру Семёновичу Высоцкому по проекту скульптора Н. Звонкова установлен в 2002 году перед корпусом педагогической академии на ул. Молодёжной. Создан памятник на средства барнаульского предпринимателя Ю. Сидорова, любителя творчества В. Высоцкого.

### ПамятникВ. Р. Цою
Скульптура культового рок-музыканта Виктора Цоя была установлена 20 ноября 2010 года перед корпусом педагогической академии на Социалистическом проспекте. Фигура музыканта с гитарой в руках как бы вырастает из каменной стелы, а над головой у него простирается своеобразный полукруг, символизирующий «свет звезды по имени Солнце». Средства на создание памятника в сумме 500 тысяч рублей собирали за счёт концертов в поддержку проекта, частных взносов и спонсоров.

### Памятник жертвам политических репрессий
4 ноября 2010 года на площади Свободы открыт памятник жертвам политических репрессий. Модель скульптуры «Прощание» изготовлена ещё в 1987 году художником Прокопием Щетининым. Его сын, галерист Анатолий Щетинин воплотил планы отца в жизнь. Скульптура выполнена из бронзы, имеет высоту 4,5 метра и вес 3,5 тонны. Изготовлена на заводе ЗИЛ в Москве. Камень для постамента из красного гранита отшлифован в Санкт-Петербурге. Часть средств на создание монумента собрана за счёт добровольных пожертвований горожан, а также крупных российских бизнесменов и чиновников — Дмитрия Зимина, Михаила Задорнова, Александра Лебедева, Михаила Прохорова.

### Нулевой километр

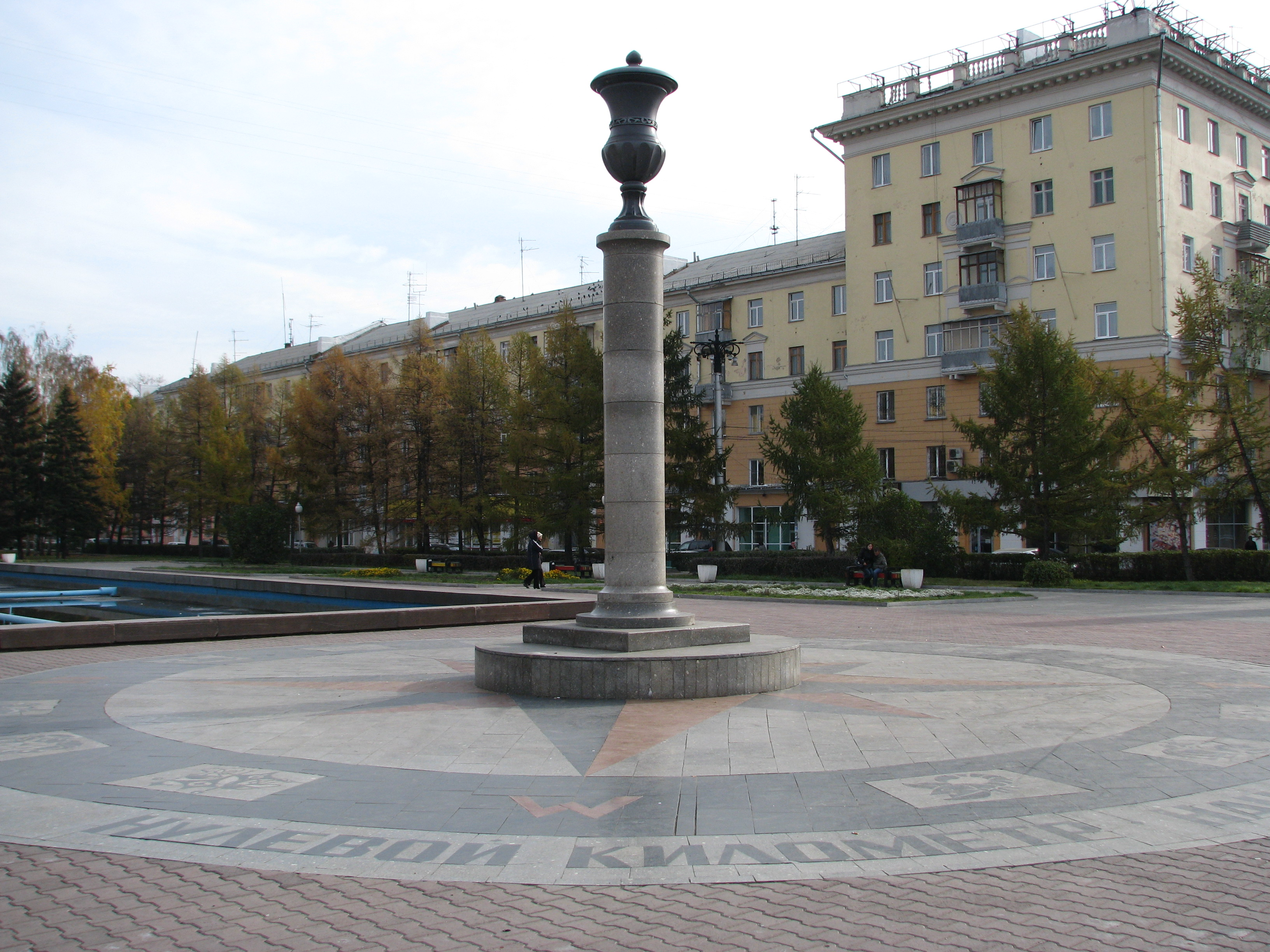
«Нулевой километр»

В 2003 году на площади Советов был установлен гранитный столб высотой около 6,5 м. По замыслу создателей, от этого места начинается отсчёт расстояний в Алтайском крае, поскольку рядом с нулевым километром находится Главпочтамт. Венчает столб ваза, изготовленная специалистами Колыванского камнерезного завода. Вокруг памятника выложена мозаикой роза ветров с двенадцатью знаками зодиака.

### Паровоз-памятник Л-0186
В 2006 году к 61-летию со дня победы в Великой Отечественной войне на мемориале Славы локомотивного депо Барнаула установлен паровоз-памятник модели «Л». Это самый большой памятник в Алтайском крае — его длина 24 метра, а вес около 120 тонн.

### Памятник Т-34
Танк модели «Т-34-85» был установлен в 1995 году перед кинотеатром «Мир» в честь 50-летия со Дня Победы. Одной из причин послужило то, что в октябре 1941 года в Барнауле был создан завод № 77 Наркомата танковой промышленности (ныне Трансмаш), который производил двигатели к подобным боевым машинам. Кроме того, памятник достаточно органично вписался в композицию площади Победы с её Мемориалом Славы (см. выше) и бульваром защитников Сталинграда.

### Малые архитектурные формы

Памятник несчастному влюблённому на Социалистическом проспекте

- Памятник несчастному влюблённому — в 2007 году по проекту Э. Добровольского на Социалистическом проспекте в сквере напротив АлтГПА была установлена скульптура, посвященная несчастной любви. Железная фигура грустного влюбленного одета в старомодный костюм и узкий галстук, а на голове — широкополая шляпа. Влюбленный опирается на скамью с антивандальными надписями. В 2013 году скульптура перенесена на Красноармейский проспект, при этом автором была заменена фигура мужчины[13].
- Скульптурная группа «Снимается кино» — находится перед кинотеатром «Мир». В металле зафиксирован кадр из старого фильма: Чарли Чаплин, убегающий от полисмена с дубинкой, и женщина с кинокамерой начала XX века, снимающая эту сцену.
- Яблоня — на проспекте Строителей рядом с библиотекой имени Н. К. Крупской установлено железное деревце и скамейка с фигуркой кота на цепи. Первоначально вместо животного авторы скульптуры поместили медное яблоко, но оно было украдено вскоре после открытия памятника.
- Лебедь «Андрюша» — в 2005 году художник В. Метелица приделал к причудливо изогнутой трубе на мосту через железнодорожное полотно деревянную голову лебедя, крылья и хвост из металлической проволоки, обтянутые тканью. Имя «Андрюша» было дано скульптуре в честь погибших отца и брата автора. Лебедь получил известность после того, как вандалы более 30 раз его сжигали и уничтожали, а В. Метелица каждый раз всё заново восстанавливал.[14][15]
- Открытая книга — установлен в 2007 году на средства армянской общины города перед главным корпусом АлтГУ на пересечении проспекта Ленина и Молодёжной улицы. Памятник представляет собой книгу, стоящую на постаменте. На двух открытых страницах выбит русский и армянский алфавит, а под книгой находится ключ — символ знаний.[16]

## Мемориальные доски

Мемориальная доска писателю Льву Квину

В послевоенное время в Барнауле было положено начало созданию памятных мемориальных досок. Первые из них были посвящены истории строительства города и установлены в 1949 году на старинных зданиях улицы Ползунова и Пионерской площади. К 1984 году в Барнауле уже имелось около 60 мемориальных досок. Большая часть из них текстовые, выполненные из чугуна или мрамора. Четырнадцать досок посвящены истории борьбы за власть Советов на Алтае, 37 — героям и событиям Великой Отечественной войны.

## Снесённые памятники

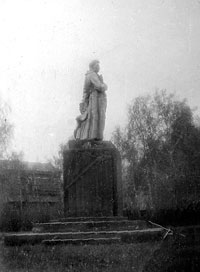
Памятник И. В. Сталину на площади Сталина. Разрушен в 1956 году

### Памятники И. В. Сталину
- Памятник на площади Октября — в 1937 году на проспекте Ленина сформировался архитектурный ансамбль из ДК БМК и школы-десятилетки № 25. В центре была установлена скульптура Иосифа Сталина, а площадь между зданиями получила имя вождя.[17] В 1956 году памятник был демонтирован и на его месте установлена скульптура В. И. Ленина.
- Памятник перед кинотеатром «Родина» — установлен в 1941 году, а снесён в 1950-е годы.
- Памятник в парке Меланжевого комбината — 15 мая 1953 года Барнаульский горсовет переименовал парк меланжевого комбината в парк имени Иосифа Сталина и установил ему памятник на центральной аллее. В 1956 году прежнее название было возвращено, а скульптура — демонтирована. Сегодня коммунисты города пытаются собрать деньги на восстановление и поиски этой статуи — по их словам, памятник был закопан на территории парка[18][19].
- Памятник на площади Свободы — был установлен в 1930-х годах и изображал сидящих на скамейке В. И. Ленина и И. В. Сталина, по-отечески обнимающего пионера. В 1956 году скульптура была демонтирована и перемещена в подвал школы, располагавшейся по соседству. Полуразрушенный памятник обнаружили строители в 2003 году и выбросили его на свалку.[20][21]
- Памятник перед зданием БМК — установлен в начале 1930-х годов сразу же после постройки Барнаульского меланжевого комбината. Снесен во второй 1950-х годов.
- Памятник перед ДК Трансмаш — сооружён на небольшой площади перед заводским клубом в конце 1940-х годов. После смерти вождя в 1953 году и 20 съезда в 1956 году на этом месте установили статую В. И. Ленина.

### Памятники С. М. Кирову
В 1930-е годы два памятника С. Кирову были установлены в парке Октябрьского района и на пересечении проспекта Ленина и улицы Льва Толстого. Однако позднее они были демонтированы.

### Памятники В. И. Ленину

Памятник В. И. Ленину на площади Октября в 2008 году

- Памятник во дворе гимназии № 45 (улица Союза республик, 36) — статуя Ленину была снесена в середине 1990-х годов.
- Памятник в посёлке Центральный — монумент, установленный около посёлковой школы, изображал юного Владимира Ульянова за чтением книги. В 2004 году скульптура была украдена.[22]
- Памятник перед зданием ДК Трансмаш — возведён в начале 1950-х годов вместо скульптуры Сталина, которая здесь стояла до этого. Статуя Ленина изображала вождя в позе оратора и по композиционному решению и общему замыслу была близка к памятнику на площади Октября.[23] Демонтирована в конце 1950-х годов.
- Памятник на площади Октября — в 1937 году на этом месте располагался памятник И. В. Сталину (см. выше), однако в 1956 году он был демонтирован и вместо него установлена скульптура В. И. Ленина, а с постамента были полностью убраны все надписи. Эта скульптура стала идейной, но не архитектурно-пластической доминантой окружающей территории. По задумке авторов, рука статуи должна была указывать вперёд, однако, из-за планировки площади, это направление не совпадало с задуманным (трассировкой главной улицы города — проспектом Ленина). Рука указывала на Гастроном под Шпилем. По некоторым версиям[24][25], это служило поводом для многочисленных шуток среди барнаульцев, и руку было решено опустить на уровень груди. Памятник был демонтирован в июне 2012 года в рамках реконструкции художественного музея Алтайского края[26] и перемещён на территорию барнаульского комбината железобетонных изделий № 2[27].
- Памятник в Нагорном парке — находился на центральной площадке бывшего ВДНХ. На данный момент памятник демонтирован, на его месте построен православный храм Иоанна Предтечи[28].

### Памятник японским военнопленным
В 1996 году на месте бывшего кладбища японских военнопленных в Юбилейном парке барнаульские предприниматели поставили памятник. Авторами эскизов и макета стали художник В. Полукаров и скульптор Н. Звонков. Он представлял собой три стелы, схваченные кольцом, означающие людей, рвущихся из неволи. Будда у подножия мемориала охранял покой умерших, а скорбные колокола должны были напоминать живым о прошлом. Но постепенно многие элементы памятника сделанные из бронзы были украдены.

## Проблема сохранности памятников
После распада СССР проблема сохранности памятников в Барнауле стала довольно актуальной. Из всего перечня монументов, лишь Демидовский столп имеет статус памятника федерального значения. Наиболее ценные с исторической и художественной точки зрения монументы, бюсты и статуи (в основном посвященные военной и революционной тематике) переданы на баланс муниципалитета. В 2006 году администрация Алтайского края выпустила постановление, в котором определяются правила установки оборудования и оформления территорий вокруг памятников истории и культуры. Например, запрещено размещение стационарного оборудования; крепление оборудования к монументам; повреждение мощеной поверхности; использование пиротехнических средств вблизи памятников. Менее значимые памятники отданы под шефство различным организациям, рядом с которыми они расположены.
Тем не менее, в городе часты случаи вандализма — кражи частей памятников, разрушения или порчи монументов, ограды. Неоднократно этому подвергались статуи целинника, Пушкина, бюст Ядринцева, Мемориал Славы, малые скульптурные формы — лебедь «Андрюша», «Яблоня», «Открытая книга», скульптурная группа «Снимается кино».

## Памятники Барнаула как экскурсионные объекты
Памятники города довольно часто используются как экскурсионные объекты. В частности, существуют маршруты для школьников (обзорные, История Барнаула, Барнаул в годы войны), в ходе которых детей знакомят с такими монументами, как Мемориал Славы, Демидовский столп, памятники Нагорного кладбища, статуи и бюсты Пушкина, Ползунова, Фролова.
Для барнаульцев и гостей города подобные экскурсии часто проводят Государственный музей истории литературы, искусства и культуры Алтая и Алтайский государственный краеведческий музей, а также местные турфирмы.

## Галерея

Памятник-бюст В. С. Высоцкому
Памятник-бюст П. А. Плотникову
Памятник-бюст И. И. Ползунову на месте предполагаемого захоронения
Памятник-бюст Е. М. Мамонтову
Памятник-бюст М. К. Цаплину
Памятник-бюст Ф. Э. Дзержинскому
Памятник-бюст П. П. Семенову-Тян-Шанскому
Памятник-бюст С. И. Гуляеву
Скульптура павлина на Молодёжной улице
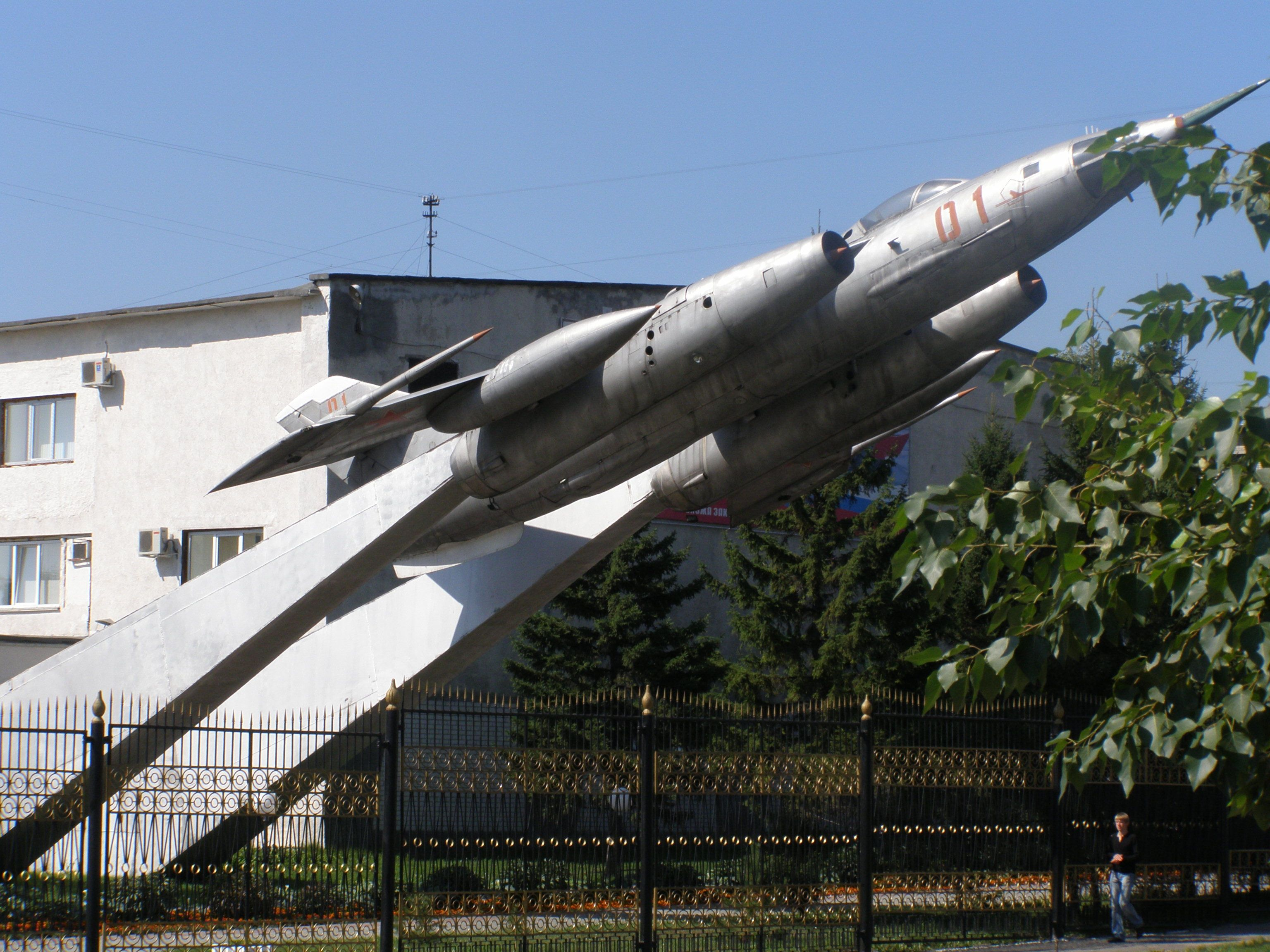
Як-28 перед спорткомплексом БЮИ
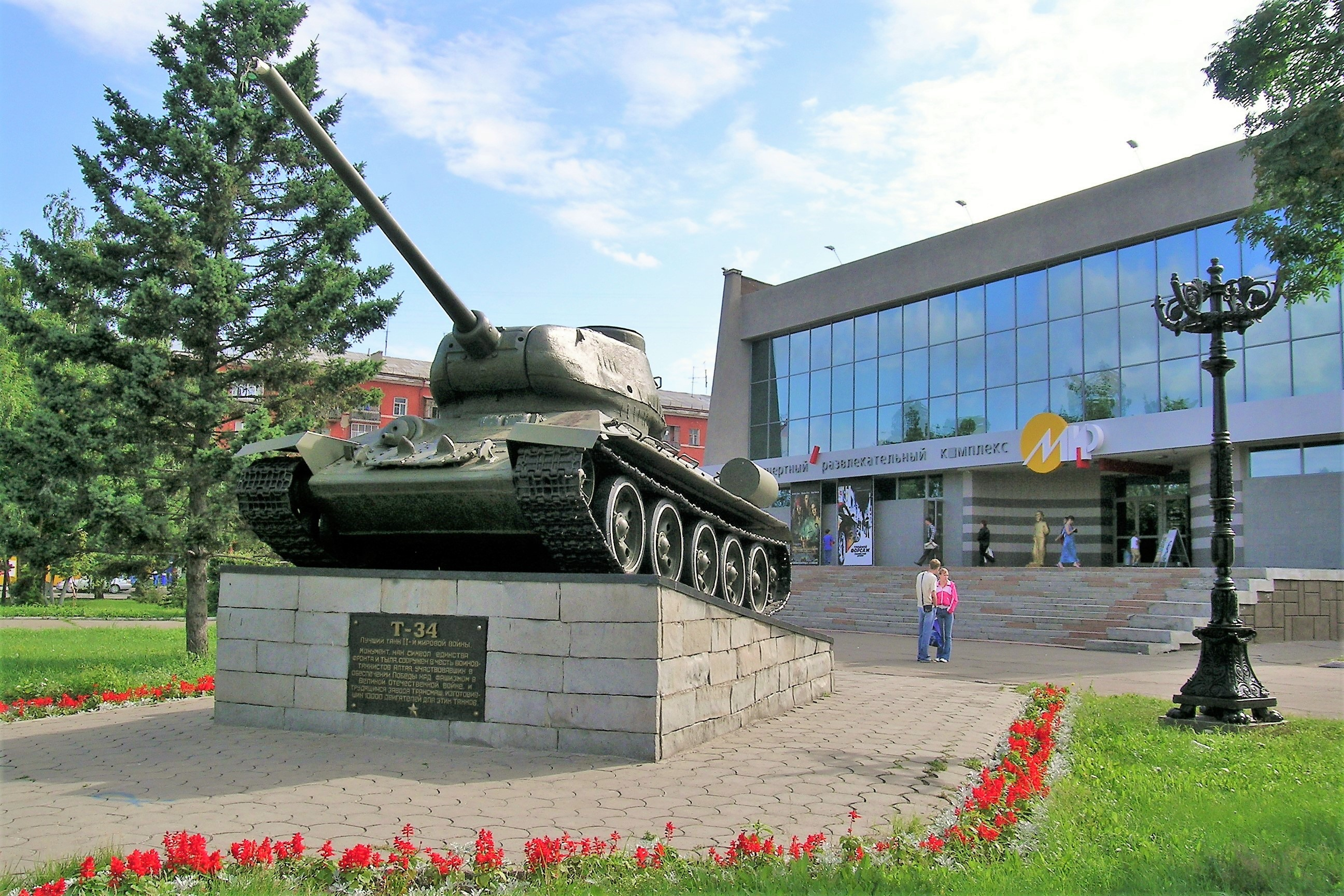
Танк Т-34 перед кинотеатром «Мир»